# Luella Clay Carson
Luella Clay Carson (1866-1933) est une éducatrice et présidente d'université dans les États américains de l'Oregon et de la Californie.

## Biographie
Luella Clay Carson naît à Portland, en Oregon, de parents pionniers. Elle enseigne à l'université du Pacifique (en) avant de devenir la première présidente du département d'anglais de l'université de l'Oregon en 1888. Elle y est nommée doyenne des femmes en 1895 et le reste jusqu'en 1909.
Carson part ensuite pour devenir la cinquième présidente du Mills College (de 1909 à 1914). Carson Hall, une résidence pour femmes de l'Université de l'Oregon, a été nommée en son honneur.
Elle était autrice, surtout connue pour son Handbook of English Composition, un manuel sur la grammaire et le style anglais adopté par le Wellesley College et les écoles publiques de New York,.